# EC Bad Nauheim
EC Bad Nauheim (celým názvem: Eishockeyclub Bad Nauheim) je německý klub ledního hokeje, který sídlí v hesenském městě Bad Nauheim. Od sezóny 2013/14 působí v Deutsche Eishockey Lize 2, druhé německé nejvyšší soutěži ledního hokeje. Klubové barvy jsou červená a černá.
Založen byl v roce 1946 americkým plukovníkem Paulem Rutherfordem Knightem, jehož jednotka po válce operovala na území města. Mužstvo bylo složeno z hokejistů Rastenburgeru SV, jenž měl sídlo ve Východním Prusku a po válce byly obyvatelé města vysídlení do Hesenska. V pozdějších letech byla po plukovníku Knightovi pojmenována domácí hala v Bad Nauheimu. Svůj současný název nese ECBN od roku 2013.
Své domácí zápasy odehrává v Colonel-Knight-Stadionu s kapacitou 4 500 diváků.
Hrál zde např. Ivan Guryča (1973–1978) a Jaromír Hudec (1968-1969). Trenérsky zde působili mj. Zdeněk Marek (v sezoně 1949/50), Josef Maleček (1952/53), Vladimír Čechura (1968/69, 1969/70, 1979/80 a 1981/82), Ladislav Olejník (1972/73, 1973/74 – 3. místo, 1974/75, 1975/76, 1976/77 a 1977/78), Jaroslav Walter (1980/81), Marian Hurtík (1985/86 a 2000/01), Ivan Guryča (1989/90), Rudolf Šindelář (1992/93), Erich Kühnhackl (1997/98) a Miroslav Berek (1998/99).

## Historické názvy
Zdroj:
- 1946 – VfL Bad Nauheim (Verein für Leibesübungen Bad Nauheim)
- 1981 – EC Bad Nauheim (Eishockeyclub Bad Nauheim)
- 2004 – Rote Teufel Bad Nauheim
- 2006 – EC Rote Teufel Bad Nauheim (Eishockeyclub Rote Teufel Bad Nauheim)
- 2013 – EC Bad Nauheim (Eishockeyclub Bad Nauheim)

## Přehled ligové účasti
Stručný přehled
Zdroj:
- 1948: Deutsche Eishockey-Meisterschaft (1. ligová úroveň v Německu)
- 1948–1958: Eishockey-Oberliga (1. ligová úroveň v Německu)
- 1958–1959: Eishockey-Oberliga (2. ligová úroveň v Německu)
- 1959–1961: Eishockey-Bundesliga (1. ligová úroveň v Německu)
- 1961–1965: Eishockey-Oberliga (2. ligová úroveň v Německu)
- 1965–1966: Eishockey-Bundesliga (1. ligová úroveň v Německu)
- 1966–1967: Eishockey-Oberliga (2. ligová úroveň v Německu)
- 1967–1982: Eishockey-Bundesliga (1. ligová úroveň v Německu)
- 1982–1983: Eishockey-Regionalliga Südwest (4. ligová úroveň v Německu)
- 1983–1984: Eishockey-Oberliga Nord (3. ligová úroveň v Německu)
- 1984–1990: 2. Eishockey-Bundesliga (2. ligová úroveň v Německu)
- 1990–1991: Eishockey-Oberliga Nord (3. ligová úroveň v Německu)
- 1991–1993: 2. Eishockey-Bundesliga (2. ligová úroveň v Německu)
- 1993–1994: Eishockey-Oberliga (3. ligová úroveň v Německu)
- 1994–1998: 1. Eishockey-Liga Nord (2. ligová úroveň v Německu)
- 1998–1999: Eishockey-Bundesliga (2. ligová úroveň v Německu)
- 1999–2004: 2. Eishockey-Bundesliga (2. ligová úroveň v Německu)
- 2004–2005: Eishockey-Regionalliga Hessen (4. ligová úroveň v Německu)
- 2005–2006: Eishockey-Oberliga (3. ligová úroveň v Německu)
- 2006–2007: Eishockey-Regionalliga Hessen (4. ligová úroveň v Německu)
- 2007–2009: Eishockey-Oberliga Nord (3. ligová úroveň v Německu)
- 2009–2010: Eishockey-Oberliga (3. ligová úroveň v Německu)
- 2010–2013: Eishockey-Oberliga West (3. ligová úroveň v Německu)
- 2013– : DEL2 (2. ligová úroveň v Německu)

Jednotlivé ročníky
Zdroj:
Legenda: ZČ - základní část, červené podbarvení - sestup, zelené podbarvení - postup, fialové podbarvení - reorganizace, změna skupiny či soutěže
| Německé okupační zóny (1948 – 1949) |                        |           |           |                                              |                         |
| Sezóny                              | Soutěž                 | Úroveň    | ZČ        | Play-off                                     | Poznámky                |
| 1948                                | Deutsche Meisterschaft | 1. úroveň | nehráno   | Finálová skupina (2. místo)                  | Reorganizace            |
| 1948/49                             | Oberliga               | 1. úroveň | 4. místo  |                                              |                         |
| Německo (1949 – )                   |                        |           |           |                                              |                         |
| Sezóny                              | Soutěž                 | Úroveň    | ZČ        | Play-off                                     | Poznámky                |
| 1949/50                             | Oberliga               | 1. úroveň | 4. místo  |                                              | trenér Zdeněk Marek     |
| 1950/51                             | Oberliga West          | 1. úroveň | 2. místo  | Finálová skupina (4. místo)                  |                         |
| 1951/52                             | Oberliga Nord          | 1. úroveň | 1. místo  | Finálová skupina (3. místo)                  |                         |
| 1952/53                             | Oberliga               | 1. úroveň | 5. místo  |                                              | trenér Josef Maleček    |
| 1953/54                             | Oberliga               | 1. úroveň | 6. místo  |                                              |                         |
| 1954/55                             | Oberliga               | 1. úroveň | 5. místo  |                                              |                         |
| 1955/56                             | Oberliga               | 1. úroveň | 4. místo  |                                              |                         |
| 1956/57                             | Oberliga West          | 1. úroveň | 1. místo  | Finálová skupina (5. místo)                  |                         |
| 1957/58                             | Oberliga West          | 1. úroveň | 5. místo  | Finálová skupina (5. místo)                  | Reorganizace            |
| 1958/59                             | Oberliga               | 2. úroveň | 1. místo  |                                              | Postup                  |
| 1959/60                             | Bundesliga             | 1. úroveň | 7. místo  |                                              |                         |
| 1960/61                             | Bundesliga             | 1. úroveň | 8. místo  | Baráž o Bundesligu (prohra)                  | Sestup                  |
| 1961/62                             | Oberliga               | 2. úroveň | 2. místo  |                                              |                         |
| 1962/63                             | Oberliga               | 2. úroveň | 5. místo  |                                              |                         |
| 1963/64                             | Oberliga               | 2. úroveň | 2. místo  |                                              |                         |
| 1964/65                             | Oberliga               | 2. úroveň | 3. místo  | Baráž o Bundesligu (výhra)                   | Postup                  |
| 1965/66                             | Bundesliga             | 1. úroveň | 9. místo  | Skupina o udržení (5. místo)                 | Sestup                  |
| 1966/67                             | Oberliga Nord          | 2. úroveň | 1. místo  | Baráž o Bundesligu West (2. místo)           | Postup                  |
| 1967/68                             | Bundesliga West        | 1. úroveň | 5. místo  | Baráž o Bundesligu West (2. místo)           |                         |
| 1968/69                             | Bundesliga West        | 1. úroveň | 1. místo  | Finálová skupina (6. místo)                  | trenér Vladimír Čechura |
| 1969/70                             | Bundesliga             | 1. úroveň | 8. místo  | Finálová skupina (6. místo)                  | trenér Vladimír Čechura |
| 1970/71                             | Bundesliga             | 1. úroveň | 9. místo  |                                              |                         |
| 1971/72                             | Bundesliga             | 1. úroveň | 7. místo  |                                              |                         |
| 1972/73                             | Bundesliga             | 1. úroveň | 4. místo  |                                              | trenér Ladislav Olejník |
| 1973/74                             | Bundesliga             | 1. úroveň | 3. místo  |                                              | trenér Ladislav Olejník |
| 1974/75                             | Bundesliga             | 1. úroveň | 6. místo  |                                              | trenér Ladislav Olejník |
| 1975/76                             | Bundesliga             | 1. úroveň | 7. místo  |                                              | trenér Ladislav Olejník |
| 1976/77                             | Bundesliga             | 1. úroveň | 5. místo  | Finálová skupina (6. místo)                  | trenér Ladislav Olejník |
| 1977/78                             | Bundesliga             | 1. úroveň | 7. místo  | Skupina o udržení (1. místo)                 | trenér Ladislav Olejník |
| 1978/79                             | Bundesliga             | 1. úroveň | 6. místo  | Finálová skupina (5. místo)                  |                         |
| 1979/80                             | Bundesliga             | 1. úroveň | 8. místo  | Skupina o udržení (1. místo)                 | trenér Vladimír Čechura |
| 1980/81                             | Bundesliga             | 1. úroveň | 9. místo  | Skupina o udržení (2. místo)                 | trenér Jaroslav Walter  |
| 1981/82                             | Bundesliga             | 1. úroveň | 11. místo |                                              | Sestup; přihláška do RL |
| 1982/83                             | Regionalliga Südwest   | 4. úroveň | 1. místo  | Finále                                       | Postup                  |
| 1983/84                             | Oberliga Nord          | 3. úroveň | 1. místo  | Vítěz                                        | Postup                  |
| 1984/85                             | 2. Bundesliga Nord     | 2. úroveň | 5. místo  | Baráž o 2. Bundesligu Nord (2. místo)        |                         |
| 1985/86                             | 2. Bundesliga Nord     | 2. úroveň | 5. místo  | Baráž o 2. Bundesligu Nord, sk. A (1. místo) | trenér Marian Hurtík    |
| 1986/87                             | 2. Bundesliga Nord     | 2. úroveň | 4. místo  | Baráž o Bundesligu (8. místo)                |                         |
| 1987/88                             | 2. Bundesliga Nord     | 2. úroveň | 2. místo  | Baráž o Bundesligu (8. místo)                |                         |
| 1988/89                             | 2. Bundesliga Nord     | 2. úroveň | 3. místo  | Baráž o Bundesligu (5. místo)                |                         |
| 1989/90                             | 2. Bundesliga Nord     | 2. úroveň | 9. místo  | Baráž o 2. Bundesligu Nord (8. místo)        | Sestup                  |
| 1990/91                             | Oberliga Nord          | 3. úroveň | 1. místo  | Baráž o 2. Bundesligu Nord (5. místo)        | Postup                  |
| 1991/92                             | 2. Bundesliga Nord     | 2. úroveň | 5. místo  | Nadstavba A (10. místo)                      |                         |
| 1992/93                             | 2. Bundesliga          | 2. úroveň | 12. místo | Play-out, 2. kolo (prohra)                   | Sestup                  |
| 1993/94                             | Oberliga Nord          | 3. úroveň | 3. místo  | Finálová skupina (4. místo)                  | Reorganizace            |
| 1994/95                             | 1. Eishockey-Liga Nord | 2. úroveň | 5. místo  | Čtvrtfinále                                  |                         |
| 1995/96                             | 1. Eishockey-Liga Nord | 2. úroveň | 6. místo  | Čtvrtfinále                                  |                         |
| 1996/97                             | 1. Eishockey-Liga Nord | 2. úroveň | 2. místo  | Semifinále                                   |                         |
| 1997/98                             | 1. Eishockey-Liga Nord | 2. úroveň | 5. místo  | Finále                                       | Reorganizace            |
| 1998/99                             | Bundesliga             | 2. úroveň | 2. místo  | Finále                                       | Reorganizace            |
| 1999/00                             | 2. Bundesliga          | 2. úroveň | 7. místo  | Zápas o 3. místo (výhra)                     |                         |
| 2000/01                             | 2. Bundesliga          | 2. úroveň | 11. místo | Play-out (prohra)                            | trenér Marian Hurtík    |
| 2001/02                             | 2. Bundesliga          | 2. úroveň | 11. místo | Skupina o udržení (4. místo)                 |                         |
| 2002/03                             | 2. Bundesliga          | 2. úroveň | 2. místo  | Čtvrtfinále                                  |                         |
| 2003/04                             | 2. Bundesliga          | 2. úroveň | 2. místo  | Semifinále                                   | Odstoupení              |
| 2004/05                             | Regionalliga Hessen    | 4. úroveň | 1. místo  |                                              | Postup                  |
| 2005/06                             | Oberliga               | 3. úroveň | 16. místo | Skupina o udržení (8. místo)                 | Sestup                  |
| 2006/07                             | Regionalliga Hessen    | 4. úroveň | 1. místo  |                                              | Postup                  |
| 2007/08                             | Oberliga Nord          | 3. úroveň | 7. místo  | Play-out, 1. kolo (výhra)                    |                         |
| 2008/09                             | Oberliga Nord          | 3. úroveň | 2. místo  | Finále                                       |                         |
| 2009/10                             | Oberliga               | 3. úroveň | 4. místo  | Čtvrtfinále                                  |                         |
| 2010/11                             | Oberliga West          | 3. úroveň | 3. místo  | Semifinále                                   |                         |
| 2011/12                             | Oberliga West          | 3. úroveň | 2. místo  | Čtvrtfinále                                  |                         |
| 2012/13                             | Oberliga West          | 3. úroveň | 3. místo  | Vítěz                                        | Postup                  |
| 2013/14                             | DEL2                   | 2. úroveň | 9. místo  | Play-out (výhra)                             |                         |
| 2014/15                             | DEL2                   | 2. úroveň | 11. místo | Play-out, 1. kolo (výhra)                    |                         |
| 2015/16                             | DEL2                   | 2. úroveň | 6. místo  | Čtvrtfinále                                  |                         |
| 2016/17                             | DEL2                   | 2. úroveň | 11. místo | Play-out, 1. kolo (výhra)                    |                         |
| 2017/18                             | DEL2                   | 2. úroveň | 5. místo  | Čtvrtfinále                                  |                         |
| 2018/19                             | DEL2                   | 2. úroveň |           |                                              |                         |

## Galerie

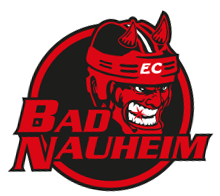
Rote Teufel Bad Nauheim (2004–2013)
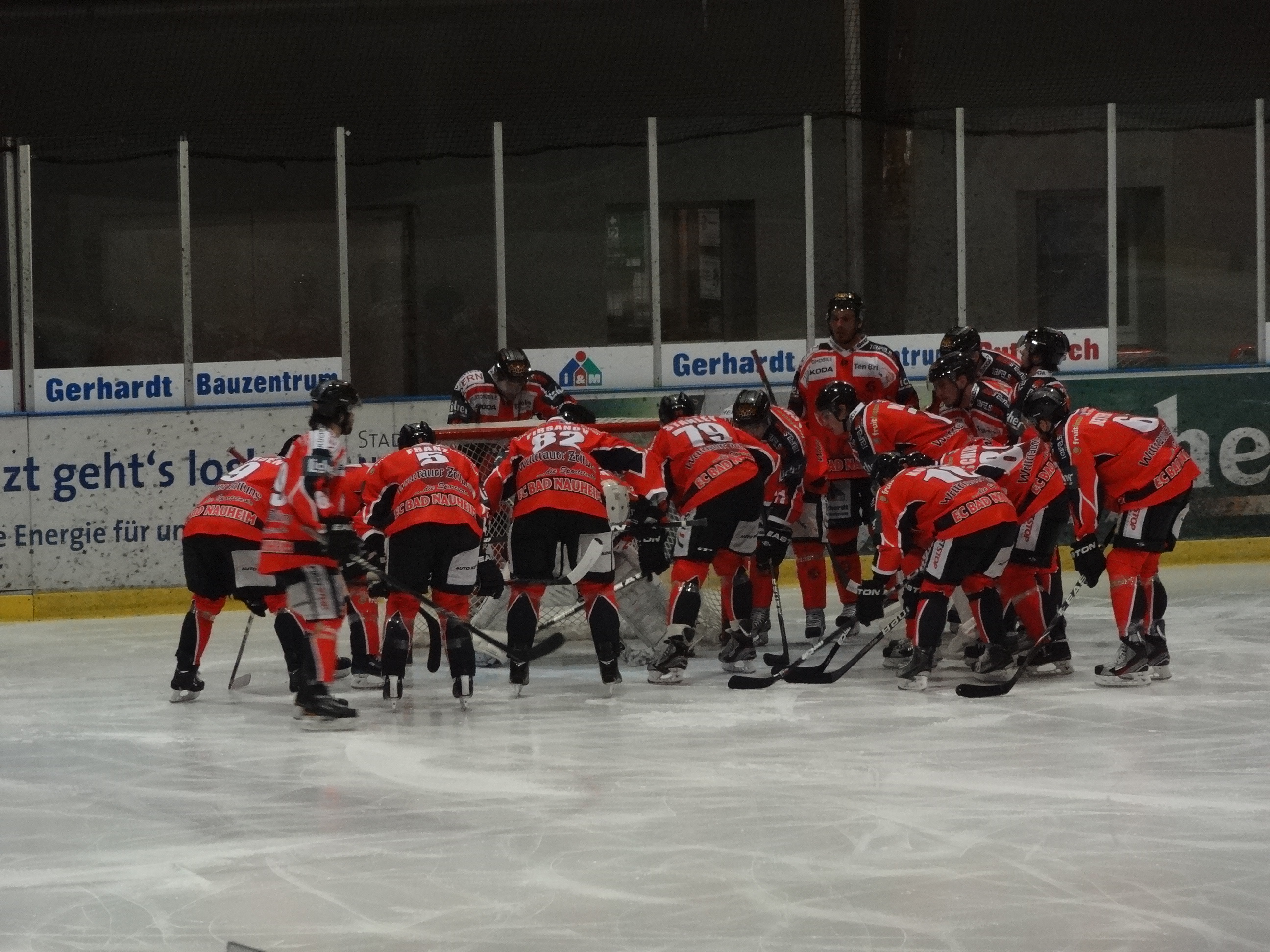
Die Roten Teufel v roce 2012.
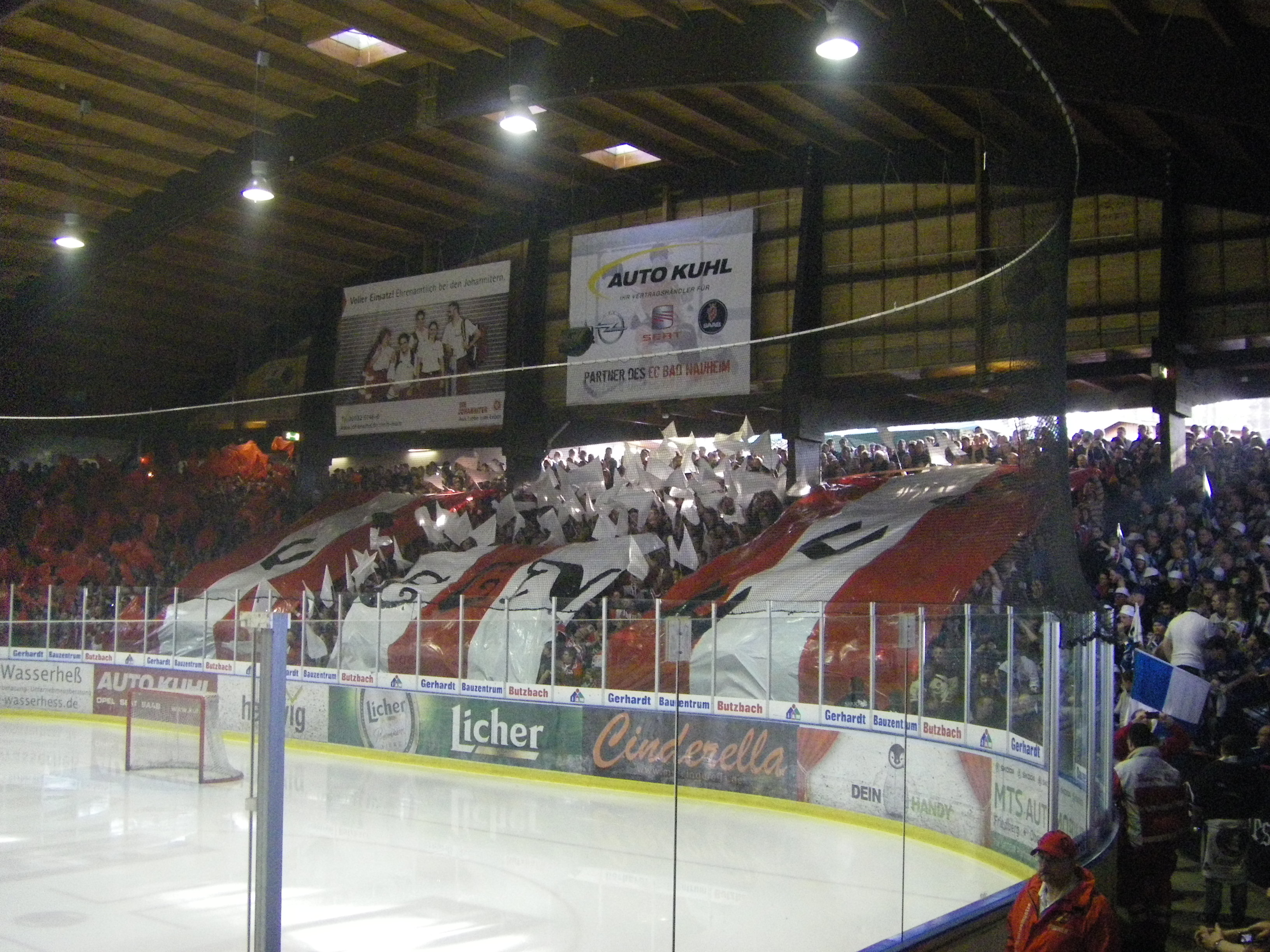
Choreo fanoušků v zápase s Kasselem Huskies.
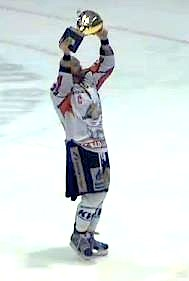
Kapitán Chris Stanley s trofejí pro vítěze Oberligy v sezóně 2012/13.